# Villiers-sur-Suize
Villiers-sur-Suize és un municipi francès situat al departament de l'Alt Marne i a la regió del Gran Est. L'any 2007 tenia 235 habitants.

## Demografia

### Població
El 2007 la població de fet de Villiers-sur-Suize era de 235 persones. Hi havia 108 famílies de les quals 32 eren unipersonals (12 homes vivint sols i 20 dones vivint soles), 44 parelles sense fills, 28 parelles amb fills i 4 famílies monoparentals amb fills.
La població ha evolucionat segons el següent gràfic:
Habitants censats

### Habitatges
El 2007 hi havia 139 habitatges, 109 eren l'habitatge principal de la família, 18 eren segones residències i 12 estaven desocupats. 136 eren cases i 2 eren apartaments. Dels 109 habitatges principals, 88 estaven ocupats pels seus propietaris i 21 estaven llogats i ocupats pels llogaters; 3 tenien dues cambres, 13 en tenien tres, 28 en tenien quatre i 65 en tenien cinc o més. 84 habitatges disposaven pel capbaix d'una plaça de pàrquing. A 54 habitatges hi havia un automòbil i a 40 n'hi havia dos o més.

### Piràmide de població
La piràmide de població per edats i sexe el 2009 era:
| Homes | Edats   | Dones |
| ----- | ------- | ----- |
| 0     | 95 o +  | 0     |
| 0     | 90 a 94 | 0     |
| 0     | 85 a 89 | 4     |
| 8     | 80 a 84 | 0     |
| 4     | 75 a 79 | 16    |
| 4     | 70 a 74 | 4     |
| 0     | 65 a 69 | 8     |
| 4     | 60 a 64 | 0     |
| 8     | 55 a 59 | 4     |
| 8     | 50 a 54 | 8     |
| 8     | 45 a 49 | 8     |
| 16    | 40 a 44 | 12    |
| 8     | 35 a 39 | 8     |
| 4     | 30 a 34 | 4     |
| 8     | 25 a 29 | 4     |
| 12    | 20 a 24 | 12    |
| 20    | 15 a 19 | 8     |
| 8     | 10 a 14 | 4     |
| 4     | 5 a 9   | 0     |
| 4     | 0 a 4   | 4     |

## Economia
El 2007 la població en edat de treballar era de 160 persones, 119 eren actives i 41 eren inactives. De les 119 persones actives 113 estaven ocupades (59 homes i 54 dones) i 6 estaven aturades (2 homes i 4 dones). De les 41 persones inactives 15 estaven jubilades, 12 estaven estudiant i 14 estaven classificades com a «altres inactius».

### Ingressos
El 2009 a Villiers-sur-Suize hi havia 115 unitats fiscals que integraven 258 persones, la mediana anual d'ingressos fiscals per persona era de 18.224,5 €.

### Activitats econòmiques
Dels 16 establiments que hi havia el 2007, 6 eren d'empreses de construcció, 3 d'empreses de comerç i reparació d'automòbils, 2 d'empreses d'hostatgeria i restauració, 2 d'empreses financeres, 1 d'una empresa immobiliària, 1 d'una empresa de serveis i 1 d'una empresa classificada com a «altres activitats de serveis».
Dels 7 establiments de servei als particulars que hi havia el 2009, 1 era un paleta, 1 guixaire pintor, 2 fusteries, 1 lampisteria, 1 electricista i 1 perruqueria.
L'únic establiment comercial que hi havia el 2009 era una botiga de menys de 120 m².
L'any 2000 a Villiers-sur-Suize hi havia 7 explotacions agrícoles.

## Equipaments sanitaris i escolars
El 2009 hi havia una escola elemental integrada dins d'un grup escolar amb les comunes properes formant una escola dispersa.

## Poblacions més properes
El següent diagrama mostra les poblacions més properes.